# Adolphe Boucard

Adolphe Boucard (1839–1905)

Gabriel Adolphe Boucard (* 20. März 1839 in Eysines; † 15. März 1905 in Hampstead) manchmal auch Adolphus Boucard war ein französischer Ornithologe, Entomologe, Forschungsreisender und Geschäftsmann. Boucard verstarb im Wohnsitz seines Sohnes in 24 Stanley Garden in Hampstead.

## Leben und Wirken
Boucards Mutter war Héloïse Joséphine Boucard (1811–1893). Der Geburtseintrag nennt keinen Vater, so dass Boucard als außereheliches Kind galt. Sehr wahrscheinlich war Adolphe Delattre sein Vater, auch wenn dieser zwar das Geschlecht bestätigte, aber auf dem Geburtseintrag die Vaterschaft bestritten wurde. Im Jahr 1829 heiratete Delattre Jeanne Françoise Postel. Die Ehe stand unter keinem guten Stern und wurde am 30. November 1832 von einem Gericht als séparation de corps erklärt. Dieser Status kam keiner offiziellen Scheidung gleich. Einen Tag vor seinem Tod hinterlegte Delattre beim Konsul von Nizza ein Testament zu Gunsten von Héloïse Boucard, seiner jahrelangen Konkubine. Dieses Testament wurde von Frau Postel angefochten, da sie immer noch die rechtmäßige Ehefrau des Verstorbenen war.

### Seereise von Le Havre nach San Francisco
Am 19. Januar 1851 brach er unter dem Kommando von Kapitän Moreley und dessen Schiff Union von Le Havre zu einer Reise auf, die nach San Francisco und am Kap Hoorn vorbei führen sollte. Zunächst landeten sie in Weymouth, wo Boucard zum ersten Mal in seinem Leben englischen Boden betrat. Nach fünf Tagen in Weymouth ging die Reise am 1. Februar 1851 weiter und führte sie an Madeira und den Kanarischen Inseln vorbei. Am 15. März überquerte das Schiff den Äquator. Am 26. März erblickten sie die Inselgruppe Trindade und Martim Vaz. In der Nähe von Rio de Janeiro waren sie am 1. April. Von dort segelten sie am 22. April an Patagonien, Cabo Blanco und Penguin Island vorbei und hatten am Abend den Golf von St. Georg passiert. Vier Tage später, am 26. April, sichteten sie Feuerland und die Bucht von San Sebastián. Von hier ging die Reise weiter durch die Straße von LeMaire und am 4. Mai erreichten sie schließlich Kap Hoorn. Über die Diego-Ramírez-Inseln, Hermite-Inseln und Ildefonso-Inseln erreichten sie am 1. Juni den Breitengrad um die Región de Valparaíso bzw. der Juan-Fernández-Inseln.
Am 8. Juni, nach 142 Tagen auf See, ankerte die Union vor Valparaíso und die Passagiere gingen von Bord. In der Umgebung von Valparaíso beobachtete Boucard mit dem Chilekolibri (Sephanoides sephanoides) (Syn: Eustephanus galeritus) seinen ersten Kolibri. Über dieses Erlebnis schrieb er:

„This I remember as one of the most remarkable epochs of my life.“

Schon am 15. Juni brachen sie wieder von Valparaiso auf und sahen am 22. desselben Monats die Vulkaninseln San Félix bzw. San Ambrosio. In der Nacht zum 11. Juli überquerten sie erneut den Äquator, dieses Mal in nördlicher Richtung. Schließlich ankerten sie am 15. August vor Yerba Buena Island und wurden am 16. mit kleinen Booten nach San Francisco übergesetzt.

### Zeit in San Francisco
Boucard blieb bis Ende August 1852 in San Francisco, in einer Stadt, die in dieser Zeit vom Goldrausch erfasst war. Hier lernte er auch zweifelhafte französische Landsleute wie den Marquis Charles de Pindray († 1852) und den Grafen Gastón Raoul de Raousset-Boulbon (1817–1854) kennen.
Später lernte er Étienne Derbec, den Gründer der französischen Zeitung Echo du Pacifique, kennen. Derbec wurde ein guter Freund Boucards. Von März bis August sammelte Boucard naturhistorische Objekte. Bei seinen Streifzügen machte er Bekanntschaft mit dem französischen Sammler und Entomologen Pierre Joseph Michel Lorquin (1797–1873). Neben Insekten und Schmetterlingen verlegte Boucard seinen Sammelschwerpunkt auf Vögel und insbesondere Kolibris. Besonders häufig fand er Annakolibris (Calypte anna) und Rotrücken-Zimtelfen (Selasphorus rufus), die er auch lebend aus den Nestern sammelte und aufzog. Sein Plan, diese lebend nach Europa zu schicken, scheiterte jedoch, da alle Exemplare auf See eingingen. Léon Laglaize, ein Enkel Lorquins, wurde ein guter Freund Boucards. Er schilderte Boucard, wie Rotrücken-Zimtelfen von Kalifornien nach Mexiko zogen. Neben Kolibris sammelte Boucard auch viele andere Vogelarten, wie Enten, Gänse, Sing- und Greifvögel.

### Abreise aus Kalifornien
Am 18. August 1852 bestieg er das Schiff Heva unter dem Kommando von Kapitän Magne und am 10. Oktober erreichten sie die Bucht von Acapulco.
Hier verbrachte er einige Tage, bevor er am 18. Oktober erneut an Bord ging. Die Heva segelte Richtung San Juan del Sur, dessen Bucht sie am 5. November erreichten. Zunächst verbrachte Boucard in der Regensaison 5 Wochen in San Juan del Sur. Dabei sammelte er viele Insekten und Schmetterlinge. Seine Reise führte ihn am 15. Dezember mit einer Gruppe über den gefährlichen Landweg nach La Virgen am Nicaraguasee. Mit einer 14-stündigen Fahrt auf einem kleinen Schoner erreichte er am 16. Dezember Granada.
In Granada wurde er Gast des französischen Konsuls Pierre Rouhaud und seiner Frau. Rouhaud half ihm ein Haus zu finden und so lebte Boucard bis Mai 1853 in Granada. Natürlich sammelte Boucard auch in diesem Gebiet. Zu seiner Ausbeute gehörten u. a. Mantelbrüllaffen (Alouatta palliata), Brauenmotmots (Eumomota superciliosa), Langschwanzpipras (Chiroxiphia linearis), Blauschwanzamazilien (Amazilia cyanura), Grünbrust-Mangokolibris (Anthracothorax prevostii), Stahlgrüne Amazilien (Amazilia saucerrottei) und Goldschwanz-Saphirkolibris (Hylocharis eliciae).
Am 18. Mai 1853 entschloss Boucard sich mit einem kleinen Boot weiter zu reisen. Zunächst ging es nur bis auf zwei Inseln nicht weit von Granada. Von dort führte die Reise nach San Carlos und weiter über den Río San Juan nach San Juan del Norte. Die ganze Reise dauerte ganze 12 Tage. Da das Dampfschiff nach New York City gerade abgefahren war, musste Boucard 12 Tage in San Juan del Norte verbleiben. So machte er Ausflüge in die Umgebung, hatte aber mäßigen Erfolg mit seiner Ausbeute. Nur eine erlegte Scharlachbauchtangare (Ramphocelus dimidiatus) konnte Boucard erfreuen. So schiffte er am 3. Juni auf dem Dampfer Prometheus über Havanna Richtung New York ein, das er am 15. Juni nach ruhiger Fahrt erreichte. New York begeisterte Boucard so sehr, dass er dort über ein Jahr bis zum 12. Juli 1854 blieb. Sein starkes naturhistorisches Interesse bekundete Boucard mit dem Besuch des Barnum Museum und vielen anderen Museen. Außerdem besuchte er Wissenschaftler, wie den in Ulm geborenen Entomologen Franz G. Schaupp (1840–1903), den Conchologen Thomas Bland (1909–1885), den Ornithologen George Newbold Lawrence (1808–1895), den Kapitän und Forschungsreisenden Dow, den Ornithologen und Ichthyologen Spencer Fullerton Baird (1823–1887) und viele andere mehr. Auch Naturalienhändler wie John Graham Bell (1812–1889) und John Wallace in New York, John Akhurst in Brooklyn oder Alfred Henry Alexander (1834–1916) in Hoboken waren Ziel seiner Besuche.

### Mexiko
Im Zeitraum zwischen 1854 und 1867 machte Boucard zwei Expeditionen in den Süden von Mexiko. Von 1854 bis 1856 begleitete er seinen Freund Auguste Sallé (1820–1896) und sammelte mit ihm im Municipio San Andrés Tuxtla im mexikanischen Bundesstaat Veracruz. Die Ausbeute wurde 1857 von Philip Lutley Sclater (1829–1913) in seinem Artikel On a collection of birds received by M. Sallé from Southern Mexico beschrieben. Es folgten viele weitere Sammlungen beispielsweise aus Oaxaca (List of birds collected by M.A. Boucard in the state of Oaxaca in south-western Mexico, with descriptions of new species) oder der Umgebung von Orizaba (Notes on a collection of birds from the vicinity of Orizaba and Neighbouring Parts of Southern Mexico), die von Sclater, Osbert Salvin (1835–1898) oder George French Angas (1822–1886) bearbeitet wurden. Im Rahmen der französischen Intervention in Mexiko setzte Napoléon III. 1864 eine wissenschaftliche Kommission ein, die unter der Leitung des Zoologen Marie Firmin Bocourt (1819–1904) als Mission scientifique au Mexique et dans l’Amérique Centrale publizierte. Boucard trug als korrespondierendes Mitglied zum Erfolg des Unternehmens bei.

### Panama, Costa Rica, Guatemala und Kalifornien
Die nächste Reise führte ihn 1876 in die Länder Panama, Costa Rica, Guatemala und zurück nach Kalifornien.
Am 29. Dezember 1876 erreichte er die Hafenstadt Puntarenas. In Costa Rica sollte er bis 30. Mai 1877 bleiben und so schlug er sein Hauptquartier in der Hauptstadt San José auf. Zunächst begann er in der Umgebung von San José zu sammeln, war aber von den Sammelerfolgen in diesem Gebiet reichlich enttäuscht. Zusammen mit dem aus Oppeln stammenden Theodor Franz Koschny († 1913) und einem Herrn Meil de Fontenay begab er sich im Januar 1877 in das Tal von San Carlos, um dort zu sammeln. Die Reise führte sie an Zarcero und Laguna, zwei kleine Dörfer nahe dem Poás, vorbei.
Weitere Ausflüge führten Boucard in die Gegenden von Cartago, Aguas Caliente, Navarro, den Vulkankomplex Orosí, den Vulkan Irazú, nach Candelaria und Naranjo de Alajuela.

### Sonstiges
Als 1878 die Kolibrisammlung von Louis Marie Pantaléon Marquis Costa, Marquis de Beauregard (1806–1864) zum Verkauf stand, da war es Boucard, der diese aufkaufte. Er betrachtete sie als eine der besten Sammlungen, die er je gesehen hat.
Als er nach Paris zurückkehrte, gab er in seinem Katalog Liste des coléoptères en vente chez A. Boucard aus dem Jahre 1886 die Adresse Rue Guy de la Brosse 13, Paris an. 1891 zog er in die 22 High Holborn Street in London und eröffnete das Geschäft Boucard, Pottier Co. Im Zeitraum 1891 bis 1895 brachte er ein Journal unter dem Namen The Humming bird. A monthly scientific, artistic, and industrial review heraus, welches er zu Gunsten seines Projektes Genera of humming birds: being also a complete monograph of these birds aufgab. War das Journal anfänglich noch monatlich herausgegeben, änderte er die seit 1893 auf vierteljährlich. In einem Artikel Allgemeines und Specielles über Kolibris erörtert Ernst Hartert ein paar Merkwürdigkeiten, was das Erscheinungsdatum der einzelnen Teile angeht. So bemerkte Hartert durchaus kritisch:

„Wegen seiner Handlichkeit und Übersichtlichkeit würde Boucard's Werk sich in hervorragender Weise als Handbuch eignen, wenn es zuverlässiger wäre. Durch eine Überall beigegebene Gattungsdiagnose würde das Buch einen Vorzug vor Salvin's Bearbeitung haben, wenn die Diagnosen nur treffender wären. Bestimmungstabellen sind nicht gegeben. Es werden Kolibris in 18 Familien eingeteilt und in 156 Gattungen untergebracht. Es werden eine ganze Anzahl von neuen Arten beschrieben, und neue Namen für Exemplare "Vorgeschlagen", im Falle sie sich als "neue Arten" erweisen! Die Beschreibungen sind gern übertrieben und hochtrabend gehalten. Eine grosse Anzahl orthographischen und typographischen Fehlern entstellen das Buch, auch enthält der Text mehrfach nur schwer verständliche und geradezu humoristische Stilblühten. Viele der neubeschriebenen Arten (z. B. Phaëthornis) sind jedoch wichtige Entdeckungen, und der Autor hat oft einen scharfen Blick bekundet und einige gute Fingerzeige gegeben, andere "Arten" dagegen sind nach einzelnen aberranten Exemplaren und ohne Kritik in die Welt gesetzt.“

Neben der Ornithologie engagierte sich Boucard sehr politisch in der Frage, ob der Panamakanal oder ein Nicaragua-Kanal gebaut werden sollte. Dabei schien er unentschlossen und so unterstützte er mal das eine, mal das andere Projekt. Bei den Weltausstellungen 1878 und 1889 in Paris vertrat er jeweils Guatemala. Als Händler war er ein scharfer Gegner des McKinley Tariff, der die US Wirtschaft vor fremden Gütern schützen sollte.

Beitrag zur Weltausstellung 1878 in Paris für Guatemala
Deckblatt der ersten Ausgabe The Humming bird. A monthly scientific, artistic, and industrial review

Boucard sah nur bedingt Anlass Vögel zu schützen. Als er 1891 durch London lief, entdeckte er in den Modeläden ein Mobile aus Vogelfedern verschiedener Arten, das in Wirklichkeit aber ein Modeaccessoire sein sollte. Diese Verunstaltung der Natur zu Modezwecken führte dazu, dass er sich mit anderen Vogelliebhabern austauschte und erfuhr, dass es in der Vergangenheit einen erbitterten Streit darüber gab, ob das Tragen von Kolibris und anderen exotischen Vögeln noch akzeptabel sei. Im Zuge dieser Diskussion schrieb Boucard in seinem Magazin:

„Das Ganze zusammengefasst. Was sind eine oder zwei Millionen Vögel, die jedes Jahr nach Europa geschickt werden, die hauptsächlich aus Trinidad, Kolumbien, Südamerika und aus Indien stammen, gegenüber der Anzahl mit der die Natur aufwarten kann. Selbst unter der Annahme, dass die Mode für immer so weiter machen würde, ist es meine Meinung, dass bestimmte Arten so verbreitet sind, dass es hunderte von Jahren dauern würde, bevor sie ausgerottet sind.“

Doch etwas später relativierte er:

„Trotzdem möchte ich den Regierungen vorschlagen, dass das Töten von Vögeln in bestimmten Jahreszeiten verboten werden sollte, insbesondere die Zerstörung von Eiern, genauso wie das Töten bestimmter Singvögel, die unverzichtbar für die Landwirtschaft sind.“

In seinem späteren Lebensabschnitt, so um 1893, zog Boucard nach Ryde auf der Isle of Wight. Von dort schickte er großzügige Zuwendungen seiner immensen Sammlung an unterschiedlichste Institutionen. Die meisten Bücher und 23.000 Vogelbälge vermachte er 1895 dem Muséum national d’histoire naturelle. Duplikate gingen an United States National Museum, das Real Museo de Ciencias Naturales de Madrid und das Real Museu de História Natural de Lisboa.
Als William Frederick Henry Rosenberg (1868–1957) von James Henry Fleming (1872–1940) einen Artikel von Charles Atwood Kofoid (1865–1947) über Boucard in die Hände bekam, fühlte er sich bemüßigt, auf diesen zu antworten. In einem Brief lobte er seinen Mentor für seine Ermutigungen, die er ihm als jungen Anfänger zukommen ließ. Viele der Bälge, die Rosenberg in seiner Sammlung besaß, kamen ebenfalls von Boucard. Viele der Label der Vogelbälge waren von bekannten Sammlern dieser Zeit wie François Sumichrast (1829–1882), George Franklin Gaumer (1850–1929), Enrique Arcé, Henry Whitely (1844–1892), James H. Orton (1830–1877), Alfred Russel Wallace (1823–1913) und Clarence Buckley (fl. 1839–1889) beschriftet.

## Dedikationsnamen
Im Jahr 1859 beschrieb Louis Alexandre Auguste Chevrolat (1799–1884) eine zur Familie der Blatthornkäfer gehörende neue Art Chrysina adolphi

„…;nous la dédions à M. Adolphe Boucard, jeune et intrépide voyager, qui explore, en ce moment, l’Etat mexicain d'oaxaca, où il l’a découverte, en mai 1855, sur de jeune chênes aux environs de Juquila.“

Mit dem zu den Rüsselkäfern gehörenden Cleonidius boucardi (Syn. Apleurus boucardi) und der zur Familie der Laufkäfer gehörenden Art Oxygonia boucardi widmete Chevrolat ihm zwei weitere Arten. Auguste Sallé beschrieb 1873 einen Schnellkäfer, der heute unter dem Namen Platycrepidius boucardi geführt wird. Mit dem Namen würdigte er seinen Freund Adolphe Boucard.
Boucards früherer Angestellter W. F. H. Rosenberg machte ihm 1898 mit der Blattkäferart Alurnus boucardi seine Aufwartung. Mit der Art Byrrhinus boucardi aus der Familie der Uferpillenkäfer (Limnichidae) gedachte ihm Maurice Pic (1866–1957) noch Jahre nach seinem Tod.
Der Malakologe Félix Pierre Jousseaume (1835–1921) machte ihm 1894 für seinen lobenswerten und verdienstvollen Einsatz für die japanische Fauna der Mollusken mit der zur Ordnung Arcida gehörenden Art Arca boucardi seine Aufwartung.
Auch die zu den Karpfenfischen gehörende Art Hybopsis boucardi (Syn. Leuciscus bourcardi), die Albert Günther (1830–1914) im Jahre 1868 beschrieb, beinhaltet seinen Namen, da das Typusexemplar aus der Sammlung Boucards stammte. Die Conchologen Joseph Charles Hippolyte Crosse (1826–1898) und Paul Henri Fischer (1835–1893) widmeten ihm 1885 das Artepitheton einer Blasenschneckenart, die heute in der Wissenschaft als Physella boucardi (Syn. Physa Boucardi) bekannt ist.
Aus der Ausbeute der Mission scientifique au Mexique et dans l’Amérique Centrale beschrieben Bocourt und Auguste Duméril (1812–1870) eine Krötenechsenart unter dem Namen Tapaya boucardii, die heute als Unterart Phrynosoma orbiculare boucardii und dem englischen Trivialnamen Boucard's Horned Lizard bekannt ist.
Natürlich kam Boucard auch in der ornithologischen Namensfindung zu Ehren. Im Jahr 1887 beschrieb Martial Étienne Mulsant (1797–1880) die Mangrovenamazilie (Amazilia boucardi) (Syn: Arena Boucardi), der er auch den französischen Trivialnamen Le Thumatias de Boucard gab. Boucard hatte den Balg im Mai 1877 nahe Puntarenas gesammelt. Philip Lutley Sclater würdigte ihn im Jahr 1859 im wissenschaftlichen Namen des Graukehltinamu (Crypturellus boucardi ) (Syn: Tinamus boucardi) und 1867 in einer Unterart der Rostscheitelammer (Aimophila ruficeps boucardi) (Syn: Zonotrichia boucardi). Der amerikanische Vogelkundler Robert Ridgway (1850–1929) ehrte ihn in einer Unterart des Graukehl-Granatellus Granatellus sallaei boucardi.

Unterart der Rostscheitelammer (Aimophila ruficeps boucardi) gemalt von Joseph Smit (1836–1929)
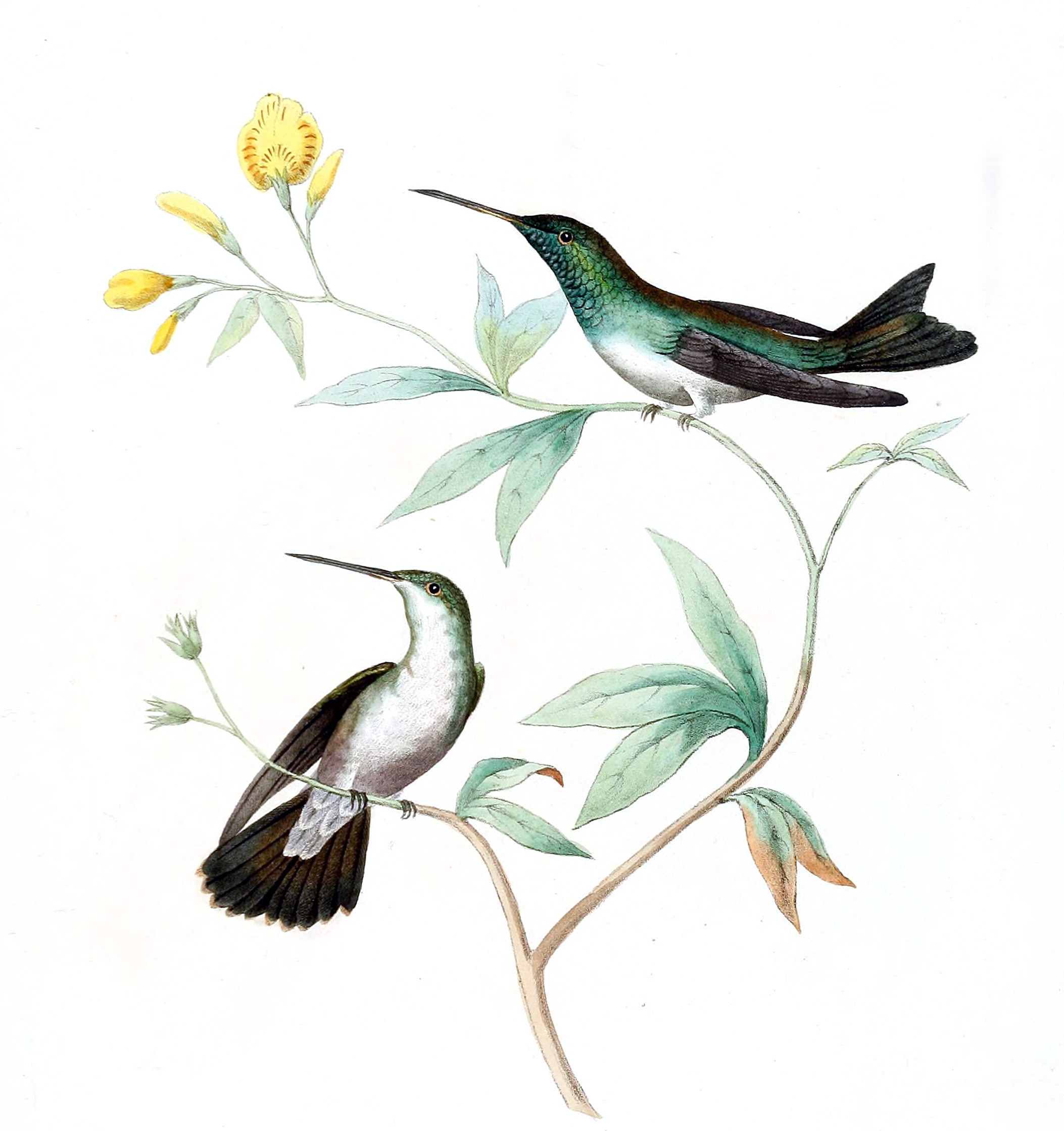
Mangrovenamazilie (Amazilia boucardi) gemalt von Jean-Marie Fugère (1818–1882).
Boucard's Hermit nach John Gould (1804–1881) & Henry Constantine Richter (1821–1902)
Platycrepidius boucardi gemalt von Auguste Sallé
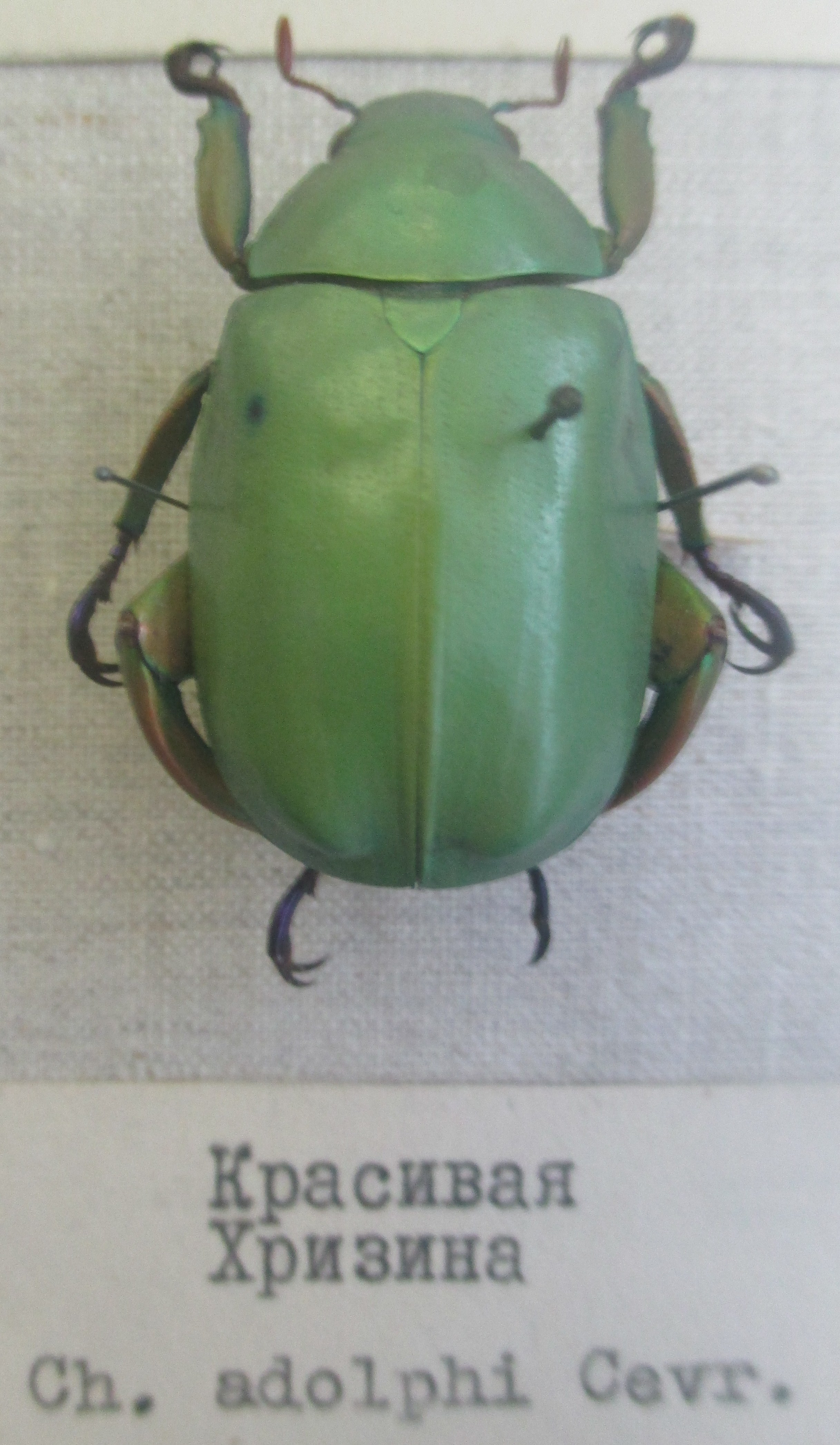
Chrysina adolphi

Im Englischen findet man gelegentlich den Trivialnamen Boucard's Hermit (Phaethornis adolphi) Gould , 1857, der heute als Synonym für den Streifenkehl-Schattenkolibri (Phaethornis striigularis saturatus) Ridgway, 1910 gilt. Schon 1950 erkannte John Todd Zimmer, dass das Artepitheton bereits im Namen Trochilus Adolphei Lesson, 1843 vergeben war. Er schloss daraus, dass trotz der unterschiedlichen Schreibweise der Artikel 35 der Internationalen Regeln für die Zoologische Nomenklatur greift und somit Lessons Namensgebung Priorität über die von Gould hat. Deshalb schlug er den neuen Namen Phaethornis longuemareus cordobae vor. Später stellte sich diese Unterart als Synonym für Phaethornis striigularis saturatus heraus. Trochilus Adolphei, der übrigens zu Ehren seines Bruders Pierre Adolphe Lesson (1805–1888) benannt wurde, gilt heute als Nomen dubium, da Beschreibung und Fundort Acapulco nicht zueinander passen. Einzig bei Eugène Simon und bei Zimmer finden sich Hinweise, dass dies ein Fehler sein müsste und es sich in Wirklichkeit um eine Beschreibung der Unterart Phaethornis ruber nigricinctus Lawrence, 1858 (Syn.: Trochylus pygmaeus) handeln sollte.

## Mitgliedschaften und Ordensträger
Im Jahr 1865 wird er korrespondierendes Mitglied der Zoological Society of London. Es folgte im Jahr 1878 der Offizier der Académie française. 1881 wird zusätzlich korrespondierendes Mitglied des Real Museo de Ciencias Naturales de Madrid und im Jahr 1880 tritt er der Société zoologique de France bei. 1894 wird er gewähltes Mitglied der Sociedade de Geographia de Lisboa. Als Mitglied der Sociedad economica de Guatémala vertrat er die wirtschaftlichen Interessen Guatemalas.
Boucard wurden die Ritterorden Orden unserer lieben Frau von Vila Viçosa, Königlicher Orden von Kambodscha und Orden de Isabel la Católica verliehen.

## Erstbeschreibungen von Adolphe Boucard
Boucard war für einige Vogelarten und Unterarten der Erstautor.

### Arten
Zu den Arten, die Boucard beschrieb, gehören chronologisch:
- Vulkanammer (Junco vulcani) (Boucard, 1878)
- Caatingaschattenkolibri (Anopetia gounellei) (Boucard, 1891)
- Strichelkehl-Schattenkolibri (Phaethornis rupurumii) Boucard, 1892.
- Rosenbergamazilie (Amazilia rosenbergi) (Boucard, 1895)

### Unterarten
Zu den Unterarten, die Boucard beschrieb, gehören chronologisch:
- Orangebauch-Schattenkolibri (Phaethornis syrmatophorus columbianus) Boucard, 1891.
- Bindenschwanz-Ameisenfänger (Drymophila squamata stictocorypha) (Boucard & Berlepsch, 1892)
- Blaustirn-Lanzettschnabel (Doryfera johannae guianensis) (Boucard, 1893)
- Estellakolibri (Oreotrochilus estella bolivianus) Boucard, 1893.
- Riesenkolibri (Patagona gigas peruviana) Boucard, 1893.
- Schwalbennymphe (Thalurania furcata boliviana) Boucard, 1894.
- Blauflügelkolibri (Pterophanes cyanopterus peruvianus) Boucard, 1895.
- Weißkinn-Saphirkolibri (Hylocharis cyanus rostrata) Boucard, 1895.

## Werke

### Jahr 1870
- Catalogue de Coléoptères en vente. Oberthur et fils, Rennes 1870.

### Jahr 1871
- How to gain from eighty to two hundred pounds sterling a year by instructive and amusing means, or, Instructions for collecting, preserving, and sending collections of natural history. General natural history agency, London 1871.
- Méthode à la portée de tous, pour se faire 2,000 à 5,000 francs de rente en s'instruisant et en s'amusant, ou Guide pour collecter, préparer et expédier des collections d’histoire naturelle. Oberthur et fils, Rennes 1871.

### Jahr 1873
- Notes sur quelques Trochilidés. In: Annales de la Société des sciences industrielles de Lyon. Nouvelle Série. Band 20, 1873, S. 269–283 (googledrive.com [PDF; abgerufen am 17. Mai 2014]).

### Jahr 1874
- A Manual of Natural History being a Companion to the Series of Pictorial Diagrams & Natural Specimens, illustrated of Human Physiology, Zoology, Botany, Geology, and Mineralogy. 1. Auflage. W.J. Johnson, London 1874.

### Jahr 1875
- Notes sur les Trochilidés du Mexique. In: Annales de la Société des sciences industrielles de Lyon. Nouvelle Série. Band 22, 1875, S. 14–28 (gdz.sub.uni-goettingen.de [abgerufen am 8. Juni 2014]).
- Notes sur les Trochilidés du Mexique. In: Opuscules entomologiques. Band 16, 1875, S. 115–129 (biodiversitylibrary.org [abgerufen am 7. März 2014]).
- Monographie List of the Coleoptera of the Genus Plusiotis of America, north of Panama, with Description of several ne Species. In: Proceedings of the Scientific Meeting of the Zoological Society of London. 1875, S. 117–125 (biodiversitylibrary.org [abgerufen am 29. Januar 2013]).

### Jahr 1876
- A Manual of Natural History being a Companion to the Series of Pictorial Diagrams & Natural Specimens, illustrated of Human Physiology, Zoology, Botany, Geology, and Mineralogy. 2. Auflage. W.J. Johnson, London 1876 (biodiversitylibrary.org [abgerufen am 28. Januar 2013]).
- Catalogus avium: hucusque descriptorum. 2. Auflage. Unbekannt, London 1876 (biodiversitylibrary.org [abgerufen am 14. September 2015]).
- Catalogue des Oiseaux connus jusqu’a ce jour. In: Journal de zoologie. Band 5, 1876, S. 284–289 (books.google.de [abgerufen am 14. September 2015]).

### Jahr 1878
- On Birds collected in Costa Rica. In: Proceedings of the Scientific Meetings Zoological Society of London. 1878, S. 37–71 (biodiversitylibrary.org [abgerufen am 25. Januar 2013]).
- Notes on some Coleoptera of the Genus Plusiotis, with Descriptions of three new Species from Mexico and Central America. In: Proceedings of the Scientific Meetings Zoological Society of London. Band 9, 1878, S. 293–296 (biodiversitylibrary.org [abgerufen am 25. Januar 2013]).
- Liste des Oiseaux récoltés au Guatémala en 1877. In: Annales de la Société Linnéenne de Lyon. Nouvelle Série. Band 25, 1878, S. 15–62 (gdz.sub.uni-goettingen.de [abgerufen am 14. September 2015]).
- République de Guatémala (Amèrique Central)- Notice sur les objets exposés par la République de Guatémala et par Adolphe Boucard à l’Exposition Universelle de Paris. Oberthür et fils, Paris 1878.
- Notes on Pharomacrus costaricensis. In: Ornithological miscellany. Band 3, 1876, S. 21–27 (biodiversitylibrary.org [abgerufen am 25. Januar 2013]).

### Jahr 1879
- Descriptions of two supposed new Species of South-American Birds. In: Proceedings of the Scientific Meetings of the Zoological Society of London. Band 47, Nr. 1, 1879, S. 178 (biodiversitylibrary.org [abgerufen am 25. Januar 2013]).

### Jahr 1880
- Description d'une espèce nouvelle de Pseudocolaptes provenant de Costa-Rica. In: Bulletin de la Société zoologique de France. Band 5, 1880, S. 230–231 (biodiversitylibrary.org [abgerufen am 25. Januar 2013]).
- Deux espèces nouvelle de Coléoptères appartenant à la famille de Cicindélides. In: Bulletin de la Société zoologique de France. Band 5, 1880, S. 293–294 (biodiversitylibrary.org [abgerufen am 15. April 2013]).

### Jahr 1883
- zusammen mit Osbert Salvin: On a collection of birds from Yucatan. In: Proceedings of the Scientific Meetings of the Zoological Society of London. Band 51, Nr. 1, 1883, S. 434–462 (biodiversitylibrary.org [abgerufen am 25. Januar 2013]).

### Jahr 1884
- Notice sur François Sumichrast. In: Bulletin de la Société zoologique de France. Band 9, 1884, S. 305–312 (biodiversitylibrary.org [abgerufen am 25. Januar 2013]).

### Jahr 1889
- Catalogue des oiseaux de la collection Riocour. Paul Bousrez, Tours 1889.
- Notice sur certains des objets exposes dans le pavillon du Guatemala a l’Exposition internationale de Paris, 1889. Paul Bousrez, Tours 1889.
- Notice sur Certains Produits Spéciaux Exposés in République de Guatémala : catalogue des exposants. Paul Bousrez, Tours 1889.

### Jahr 1891
- What is to be seen everywhere in London. In: The Humming bird. A monthly scientific, artistic, and industrial review. Band 1, Nr. 1, 1891, S. 1–3 (biodiversitylibrary.org [abgerufen am 23. Februar 2013]).
- Science and Art. The Macking Bill. In: The Humming bird. A monthly scientific, artistic, and industrial review. Band 1, Nr. 1, 1891, S. 3 (biodiversitylibrary.org [abgerufen am 23. Februar 2013]).
- The Panama Canal. In: The Humming bird. A monthly scientific, artistic, and industrial review. Band 1, Nr. 1, 1891, S. 3–5 (biodiversitylibrary.org [abgerufen am 23. Februar 2013]).
- Notes on tue Genus Pharmacrus or Resplendent Trogon. In: The Humming bird. A monthly scientific, artistic, and industrial review. Band 1, Nr. 1, 1891, S. 6–7 (biodiversitylibrary.org [abgerufen am 23. Februar 2013]).
- Report on Public Sale of Feathers and Bird Skins, December 1890. In: The Humming bird. A monthly scientific, artistic, and industrial review. Band 1, Nr. 1, 1891, S. 8 (biodiversitylibrary.org [abgerufen am 23. Februar 2013]).
- Rapport sur la vente publique de Plumes et d'Oiseaux à Londres, Décembre 1890. In: The Humming bird. A monthly scientific, artistic, and industrial review. Band 1, Nr. 1, 1891, S. 8 (biodiversitylibrary.org [abgerufen am 23. Februar 2013]).
- What is to be seen everywhere in London. In: The Humming bird. A monthly scientific, artistic, and industrial review. Band 1, Nr. 2, 1891, S. 9–10 (biodiversitylibrary.org [abgerufen am 23. Februar 2013]).
- The Panama Canal. In: The Humming bird. A monthly scientific, artistic, and industrial review. Band 1, Nr. 2, 1891, S. 10–12 (biodiversitylibrary.org [abgerufen am 23. Februar 2013]).
- The Museum of la Plata and my Idea of a Typical and Practical Museum of Natural History. In: The Humming bird. A monthly scientific, artistic, and industrial review. Band 1, Nr. 2, 1891, S. 12–14 (biodiversitylibrary.org [abgerufen am 23. Februar 2013]).
- Report on the December Public Sales of Ostrich and Osprey Feathers, Bird Skins, &c. In: The Humming bird. A monthly scientific, artistic, and industrial review. Band 1, Nr. 2, 1891, S. 16 (biodiversitylibrary.org [abgerufen am 23. Februar 2013]).
- Report on the December and January Public Sales of Postage Stamps. In: The Humming bird. A monthly scientific, artistic, and industrial review. Band 1, Nr. 2, 1891, S. 16 (biodiversitylibrary.org [abgerufen am 23. Februar 2013]).
- Notes on rare species of Humming Birds and description of Several Supposed New Species in Boucard's Museum. In: The Humming Bird. A Monthly Scientific, Artistic and Industrial Review. Band 1, Nr. 3, 1891, S. 17–18 (biodiversitylibrary.org [abgerufen am 23. Februar 2013]).
- Notes on the Genus Pharomarcus or Resplendent Trogon. In: The Humming Bird. A Monthly Scientific, Artistic and Industrial Review. Band 1, Nr. 3, 1891, S. 18–19 (biodiversitylibrary.org [abgerufen am 23. Februar 2013]).
- Second International Ornithological Congress. In: The Humming Bird. A Monthly Scientific, Artistic and Industrial Review. Band 1, Nr. 3, 1891, S. 19 (biodiversitylibrary.org [abgerufen am 23. Februar 2013]).
- The McKinley Bill. In: The Humming Bird. A Monthly Scientific, Artistic and Industrial Review. Band 1, Nr. 3, 1891, S. 20 (biodiversitylibrary.org [abgerufen am 23. Februar 2013]).
- The Panama Canal. In: The Humming Bird. A Monthly Scientific, Artistic and Industrial Review. Band 1, Nr. 3, 1891, S. 20–22 (biodiversitylibrary.org [abgerufen am 23. Februar 2013]).
- Obituary – Mr Edmond André. In: The Humming Bird. A Monthly Scientific, Artistic and Industrial Review. Band 1, Nr. 3, 1891, S. 22 (biodiversitylibrary.org [abgerufen am 23. Februar 2013]).
- Report on the two last Public Sales of Natural History Specimens at Stevens'. In: The Humming Bird. A Monthly Scientific, Artistic and Industrial Review. Band 1, Nr. 3, 1891, S. 24 (biodiversitylibrary.org [abgerufen am 23. Februar 2013]).
- Report on January and February Public Sales of Postage Stamps. In: The Humming Bird. A Monthly Scientific, Artistic and Industrial Review. Band 1, Nr. 3, 1891, S. 24 (biodiversitylibrary.org [abgerufen am 23. Februar 2013]).
- For sale – Insects Coleoptera. In: The Humming Bird. A Monthly Scientific, Artistic and Industrial Review. Band 1, Nr. 3, 1891, S. 24 (biodiversitylibrary.org [abgerufen am 23. Februar 2013]).
- Notes on rare species of Humming Birds and description of Several Supposed New Species in Boucard's Museum. In: The Humming Bird. A Monthly Scientific, Artistic and Industrial Review. Band 1, Nr. 4, 1891, S. 25–26 (biodiversitylibrary.org [abgerufen am 23. Februar 2013]).
- Description of Supposed New Species of Parrot in Boucard's Museum. In: The Humming Bird. A Monthly Scientific, Artistic and Industrial Review. Band 1, Nr. 4, 1891, S. 27 (biodiversitylibrary.org [abgerufen am 23. Februar 2013]).
- A Visit to the Gardens of the Zoological Society of London. In: The Humming Bird. A Monthly Scientific, Artistic and Industrial Review. Band 1, Nr. 4, 1891, S. 28 (biodiversitylibrary.org [abgerufen am 23. Februar 2013]).
- British Museum (Zoological Department). In: The Humming Bird. A Monthly Scientific, Artistic and Industrial Review. Band 1, Nr. 4, 1891, S. 28–29 (biodiversitylibrary.org [abgerufen am 23. Februar 2013]).
- Royal Aquarium. In: The Humming Bird. A Monthly Scientific, Artistic and Industrial Review. Band 1, Nr. 4, 1891, S. 29 (biodiversitylibrary.org [abgerufen am 23. Februar 2013]).
- The Panama Canal. In: The Humming Bird. A Monthly Scientific, Artistic and Industrial Review. Band 1, Nr. 4, 1891, S. 29–30 (biodiversitylibrary.org [abgerufen am 23. Februar 2013]).
- Obituary – Charles Anatole Maingonnat. In: The Humming Bird. A Monthly Scientific, Artistic and Industrial Review. Band 1, Nr. 4, 1891, S. 30–31 (biodiversitylibrary.org [abgerufen am 23. Februar 2013]).
- Reports on the March Public Sale of Ostrich and Osprey Feathers, Bird Skins, etc. In: The Humming Bird. A Monthly Scientific, Artistic and Industrial Review. Band 1, Nr. 4, 1891, S. 32 (biodiversitylibrary.org [abgerufen am 23. Februar 2013]).
- Reports on February and March Public Sales of Postage Stamps. In: The Humming Bird. A Monthly Scientific, Artistic and Industrial Review. Band 1, Nr. 4, 1891, S. 32 (biodiversitylibrary.org [abgerufen am 23. Februar 2013]).
- The McKinley Bill. In: The Humming Bird. A Monthly Scientific, Artistic and Industrial Review. Band 1, Nr. 5, 1891, S. 33–42 (biodiversitylibrary.org [abgerufen am 23. Februar 2013]).
- Notes on rare species of Humming Birds and description of Several Supposed New Species in Boucard's Museum. In: The Humming Bird. A Monthly Scientific, Artistic and Industrial Review. Band 1, Nr. 6, 1891, S. 43 (biodiversitylibrary.org [abgerufen am 23. Februar 2013]).
- Description of Supposed New Species of Paradise Bird in Boucard's Museum. In: The Humming Bird. A Monthly Scientific, Artistic and Industrial Review. Band 1, Nr. 6, 1891, S. 43–44 (biodiversitylibrary.org [abgerufen am 23. Februar 2013]).
- The Panama Canal. In: The Humming Bird. A Monthly Scientific, Artistic and Industrial Review. Band 1, Nr. 6, 1891, S. 44–50 (biodiversitylibrary.org [abgerufen am 23. Februar 2013]).
- Notes on rare species of Humming Birds and description of Several Supposed New Species in Boucard's Museum. In: The Humming Bird. A Monthly Scientific, Artistic and Industrial Review. Band 1, Nr. 7, 1891, S. 52–53 (biodiversitylibrary.org [abgerufen am 23. Februar 2013]).
- Description of a supposed New Species of Tanager in Boucard's Museum. In: The Humming Bird. A Monthly Scientific, Artistic and Industrial Review. Band 1, Nr. 7, 1891, S. 53 (biodiversitylibrary.org [abgerufen am 23. Februar 2013]).
- The McKinley Bill and Art. In: The Humming Bird. A Monthly Scientific, Artistic and Industrial Review. Band 1, Nr. 7, 1891, S. 53 (biodiversitylibrary.org [abgerufen am 23. Februar 2013]).
- Collections made in Thibet and Central Asia by Messrs. Bonvalot and Henri d'Orléans. In: The Humming Bird. A Monthly Scientific, Artistic and Industrial Review. Band 1, Nr. 7, 1891, S. 54–55 (biodiversitylibrary.org [abgerufen am 23. Februar 2013]).
- A Visit to the British Museum. Natural History Department. In: The Humming Bird. A Monthly Scientific, Artistic and Industrial Review. Band 1, Nr. 7, 1891, S. 55 (biodiversitylibrary.org [abgerufen am 23. Februar 2013]).
- Obituary – Henry de La Cuisine. In: The Humming Bird. A Monthly Scientific, Artistic and Industrial Review. Band 1, Nr. 7, 1891, S. 57 (biodiversitylibrary.org [abgerufen am 23. Februar 2013]).
- Report on June Public Sales of Feathers and Bird Skins. In: The Humming Bird. A Monthly Scientific, Artistic and Industrial Review. Band 1, Nr. 7, 1891, S. 58 (biodiversitylibrary.org [abgerufen am 23. Februar 2013]).
- The Plaintain or Banana Plant. In: The Humming Bird. A Monthly Scientific, Artistic and Industrial Review. Band 1, Nr. 8, 1891, S. 59 (biodiversitylibrary.org [abgerufen am 23. Februar 2013]).
- A Visit to the British Museum. Natural History Department. In: The Humming Bird. A Monthly Scientific, Artistic and Industrial Review. Band 1, Nr. 8, 1891, S. 59–61 (biodiversitylibrary.org [abgerufen am 23. Februar 2013]).
- General Remarks. In: The Humming Bird. A Monthly Scientific, Artistic and Industrial Review. Band 1, Nr. 8, 1891, S. 63 (biodiversitylibrary.org [abgerufen am 23. Februar 2013]).
- Royal Aquarium. In: The Humming Bird. A Monthly Scientific, Artistic and Industrial Review. Band 1, Nr. 8, 1891, S. 63 (biodiversitylibrary.org [abgerufen am 23. Februar 2013]).
- A Visit to the British Museum. Natural History Department. In: The Humming Bird. A Monthly Scientific, Artistic and Industrial Review. Band 1, Nr. 9, 1891, S. 68–69 (biodiversitylibrary.org [abgerufen am 23. Februar 2013]).
- Water Rent. In: The Humming Bird. A Monthly Scientific, Artistic and Industrial Review. Band 1, Nr. 9, 1891, S. 73 (biodiversitylibrary.org [abgerufen am 23. Februar 2013]).
- La Vie Champêtre. In: The Humming Bird. A Monthly Scientific, Artistic and Industrial Review. Band 1, Nr. 10, 1891, S. 75–76 (biodiversitylibrary.org [abgerufen am 23. Februar 2013]).
- A Visit to the British Museum. Natural History Department. In: The Humming Bird. A Monthly Scientific, Artistic and Industrial Review. Band 1, Nr. 10, 1891, S. 82 (biodiversitylibrary.org [abgerufen am 23. Februar 2013]).
- Crocodile, Snake and Fish Skins for Industrial Purpose. In: The Humming Bird. A Monthly Scientific, Artistic and Industrial Review. Band 1, Nr. 11, 1891, S. 83–84 (biodiversitylibrary.org [abgerufen am 23. Februar 2013]).
- A Visit to the British Museum. Natural History Department. In: The Humming Bird. A Monthly Scientific, Artistic and Industrial Review. Band 1, Nr. 11, 1891, S. 84–89 (biodiversitylibrary.org [abgerufen am 23. Februar 2013]).
- To the Subscribers and Correspondents of "Humming Bird". In: The Humming Bird. A Monthly Scientific, Artistic and Industrial Review. Band 1, Nr. 11, 1891, S. 91 (biodiversitylibrary.org [abgerufen am 23. Februar 2013]).
- A Visit to the British Museum. Natural History Department. In: The Humming Bird. A Monthly Scientific, Artistic and Industrial Review. Band 1, Nr. 12, 1891, S. 91–97 (biodiversitylibrary.org [abgerufen am 23. Februar 2013]).
- The Panama Canal. In: The Humming Bird. A Monthly Scientific, Artistic and Industrial Review. Band 1, Nr. 12, 1891, S. 97 (biodiversitylibrary.org [abgerufen am 23. Februar 2013]).

### Jahr 1892
- Description of a supposed new Species of Humming Bird in Boucard's Museum. In: The Humming bird. A monthly scientific, artistic, and industrial review. Band 2, Nr. 1, 1892, S. 1 (biodiversitylibrary.org [abgerufen am 23. Februar 2013]).
- International Exposition of Chicago. In: The Humming bird. A monthly scientific, artistic, and industrial review. Band 2, Nr. 1, 1892, S. 2 (biodiversitylibrary.org [abgerufen am 23. Februar 2013]).
- World's Fair Notes. In: The Humming bird. A monthly scientific, artistic, and industrial review. Band 2, Nr. 1, 1892, S. 2–6 (biodiversitylibrary.org [abgerufen am 23. Februar 2013]).
- Review of New Scientific Books. In: The Humming bird. A monthly scientific, artistic, and industrial review. Band 2, Nr. 1, 1892, S. 6–8 (biodiversitylibrary.org [abgerufen am 23. Februar 2013]).
- Notes on the rare Pheasant, Rheinardius ocellatus, Verr. In: The Humming bird. A monthly scientific, artistic, and industrial review. Band 2, Nr. 2, 1892, S. 9–12 (biodiversitylibrary.org [abgerufen am 23. Februar 2013]).
- The World's Fair. Royal Commission for the Chicago Exhibition, 1893. In: The Humming bird. A monthly scientific, artistic, and industrial review. Band 2, Nr. 2, 1892, S. 13–15 (biodiversitylibrary.org [abgerufen am 23. Februar 2013]).
- World's Fair Notes. In: The Humming bird. A monthly scientific, artistic, and industrial review. Band 2, Nr. 2, 1892, S. 15–16 (biodiversitylibrary.org [abgerufen am 23. Februar 2013]).
- Books Received. In: The Humming bird. A monthly scientific, artistic, and industrial review. Band 2, Nr. 2, 1892, S. 16 (biodiversitylibrary.org [abgerufen am 23. Februar 2013]).
- Celebrated Gallery of Old Masters of the late General Marquess de Garbarino. In: The Humming bird. A monthly scientific, artistic, and industrial review. Band 2, Nr. 3, 1892, S. 17–19 (biodiversitylibrary.org [abgerufen am 23. Februar 2013]).
- Custom Tariff of Great Britain and Ireland. In: The Humming bird. A monthly scientific, artistic, and industrial review. Band 2, Nr. 3, 1892, S. 19–20 (biodiversitylibrary.org [abgerufen am 23. Februar 2013]).
- World's Fair Notes. In: The Humming bird. A monthly scientific, artistic, and industrial review. Band 2, Nr. 3, 1892, S. 20–24 (biodiversitylibrary.org [abgerufen am 23. Februar 2013]).
- Obituary Henry Walter Bates. In: The Humming bird. A monthly scientific, artistic, and industrial review. Band 2, Nr. 3, 1892, S. 24 (biodiversitylibrary.org [abgerufen am 23. Februar 2013]).
- Biographical Notes on Henry Walter Bates F.R.S., etc., etc. In: The Humming bird. A monthly scientific, artistic, and industrial review. Band 2, Nr. 4, 1892, S. 25–31 (biodiversitylibrary.org [abgerufen am 23. Februar 2013]).
- World's Fair Notes. In: The Humming bird. A monthly scientific, artistic, and industrial review. Band 2, Nr. 4, 1892, S. 32 (biodiversitylibrary.org [abgerufen am 23. Februar 2013]).
- American Pearls. In: The Humming bird. A monthly scientific, artistic, and industrial review. Band 2, Nr. 5, 1892, S. 33–34 (biodiversitylibrary.org [abgerufen am 23. Februar 2013]).
- Fishes from Volcanoes. In: The Humming bird. A monthly scientific, artistic, and industrial review. Band 2, Nr. 5, 1892, S. 34 (biodiversitylibrary.org [abgerufen am 23. Februar 2013]).
- A very large tree. In: The Humming bird. A monthly scientific, artistic, and industrial review. Band 2, Nr. 5, 1892, S. 34–35 (biodiversitylibrary.org [abgerufen am 23. Februar 2013]).
- World's Fair Notes. In: The Humming bird. A monthly scientific, artistic, and industrial review. Band 2, Nr. 5, 1892, S. 35 (biodiversitylibrary.org [abgerufen am 23. Februar 2013]).
- That wonderful last nail. Mrs. Potter Palmer will put the finishing touch on the Woman's Building with hammer and spike of costly make. In: The Humming bird. A monthly scientific, artistic, and industrial review. Band 2, Nr. 5, 1892, S. 35–39 (biodiversitylibrary.org [abgerufen am 23. Februar 2013]).
- zusammen mit Hans Graf von Berlepsch: List of birds collected by M. Hardy at Porto Real, Brazil with description of one supposed new species. In: The Humming Bird. A Monthly Scientific, Artistic and Industrial Review. Band 2, Nr. 6, 1892, S. 41–45 (biodiversitylibrary.org [abgerufen am 25. Januar 2013]).
- Description of a supposed new species of the Genus Manticora "Cicindelidae" from Damara Land, South Africa. In: The Humming bird. A monthly scientific, artistic, and industrial review. Band 2, Nr. 6, 1892, S. 45–46 (biodiversitylibrary.org [abgerufen am 23. Februar 2013]).
- World's Fair Notes. In: The Humming bird. A monthly scientific, artistic, and industrial review. Band 2, Nr. 6, 1892, S. 46–48 (biodiversitylibrary.org [abgerufen am 23. Februar 2013]).
- To the Memory of the most Illustrious Christopher Colomb 1492-1892 Completion of the Panama Canal. In: The Humming bird. A monthly scientific, artistic, and industrial review. Band 2, Nr. 7, 1892, S. 50–53 (biodiversitylibrary.org [abgerufen am 23. Februar 2013]).
- First project. In: The Humming bird. A monthly scientific, artistic, and industrial review. Band 2, Nr. 7, 1892, S. 54–56 (biodiversitylibrary.org [abgerufen am 23. Februar 2013]).
- First project. In: The Humming bird. A monthly scientific, artistic, and industrial review. Band 2, Nr. 8, 1892, S. 57–61 (biodiversitylibrary.org [abgerufen am 23. Februar 2013]).
- Second project. In: The Humming bird. A monthly scientific, artistic, and industrial review. Band 2, Nr. 8, 1892, S. 62–66 (biodiversitylibrary.org [abgerufen am 23. Februar 2013]).
- World's Fair Notes. In: The Humming bird. A monthly scientific, artistic, and industrial review. Band 2, Nr. 8, 1892, S. 66–72 (biodiversitylibrary.org [abgerufen am 23. Februar 2013]).
- A complete list up to date of the Humming-birds found in Columbia, with descriptions of several supposed new species. In: The Humming bird. A monthly scientific, artistic, and industrial review. Band 2, Nr. 9, 1892, S. 73–87 (biodiversitylibrary.org [abgerufen am 23. Februar 2013]).
- Chicago Exposition. In: The Humming bird. A monthly scientific, artistic, and industrial review. Band 2, Nr. 9, 1892, S. 88 (biodiversitylibrary.org [abgerufen am 23. Februar 2013]).
- Christopher Colombus. In: The Humming bird. A monthly scientific, artistic, and industrial review. Band 2, Nr. 10, 1892, S. 89–92 (biodiversitylibrary.org [abgerufen am 23. Februar 2013]).
- Festivities and exhibitions. In: The Humming bird. A monthly scientific, artistic, and industrial review. Band 2, Nr. 10, 1892, S. 92–95 (biodiversitylibrary.org [abgerufen am 23. Februar 2013]).
- Programme. In: The Humming bird. A monthly scientific, artistic, and industrial review. Band 2, Nr. 10, 1892, S. 95–98 (biodiversitylibrary.org [abgerufen am 23. Februar 2013]).
- Chicago Exposition – Fruits and flowers at the fair. In: The Humming bird. A monthly scientific, artistic, and industrial review. Band 2, Nr. 10, 1892, S. 98–101 (biodiversitylibrary.org [abgerufen am 23. Februar 2013]).
- World's Fair Music. In: The Humming bird. A monthly scientific, artistic, and industrial review. Band 2, Nr. 10, 1892, S. 101–104 (biodiversitylibrary.org [abgerufen am 23. Februar 2013]).
- America. In: The Humming bird. A monthly scientific, artistic, and industrial review. Band 2, Nr. 11, 1892, S. 105–119 (biodiversitylibrary.org [abgerufen am 23. Februar 2013]).
- Festivities in honour of Christopher Colombus. In: The Humming bird. A monthly scientific, artistic, and industrial review. Band 2, Nr. 11, 1892, S. 120 (biodiversitylibrary.org [abgerufen am 23. Februar 2013]).
- Notice. In: The Humming bird. A monthly scientific, artistic, and industrial review. Band 2, Nr. 12, 1892, S. 121 (biodiversitylibrary.org [abgerufen am 23. Februar 2013]).
- Le Canal de Panama. In: The Humming bird. A monthly scientific, artistic, and industrial review. Band 2, Nr. 12, 1892, S. 121–122 (biodiversitylibrary.org [abgerufen am 23. Februar 2013]).
- International exhibition at Monaco. In: The Humming bird. A monthly scientific, artistic, and industrial review. Band 2, Nr. 12, 1892, S. 122 (biodiversitylibrary.org [abgerufen am 23. Februar 2013]).
- A new emission of Postage stamps. In: The Humming bird. A monthly scientific, artistic, and industrial review. Band 2, Nr. 12, 1892, S. 123 (biodiversitylibrary.org [abgerufen am 23. Februar 2013]).
- Review of new publications. In: The Humming bird. A monthly scientific, artistic, and industrial review. Band 2, Nr. 12, 1892, S. 123–131 (biodiversitylibrary.org [abgerufen am 23. Februar 2013]).
- Obituary. In: The Humming bird. A monthly scientific, artistic, and industrial review. Band 2, Nr. 12, 1892, S. 131–136 (biodiversitylibrary.org [abgerufen am 23. Februar 2013]).
- Genera of humming birds: being also a complete monograph of these birds. Pardy & Son, Bournemouth 1892, S. 1–54 (biodiversitylibrary.org [abgerufen am 9. Januar 2013]).
- Sauvetage du Panamá – À la mémoire de l’illustrissime Christophe Colomb, 1492-1892. P. Bousrez, Tours 1892.

### Jahr 1893
- Panama. In: The Humming bird. A quarterly scientific, artistic, and industrial review. Band 3, Nr. 1, 1893, S. 1–4 (biodiversitylibrary.org [abgerufen am 23. Februar 2013]).
- Grover Cleveland. In: The Humming bird. A quarterly scientific, artistic, and industrial review. Band 3, Nr. 1, 1893, S. 5 (biodiversitylibrary.org [abgerufen am 23. Februar 2013]).
- Description of several supposed new Species of Humming-Birds. In: The Humming Bird. A quarterly Scientific, Artistic and Industrial Review. Band 3, Nr. 1, 1893, S. 6–10 (biodiversitylibrary.org [abgerufen am 25. Januar 2013]).
- Paris International Exhibition of 1900! In: The Humming Bird. A quarterly Scientific, Artistic and Industrial Review. Band 3, Nr. 1, 1893, S. 15–16 (biodiversitylibrary.org [abgerufen am 25. Januar 2013]).
- World's Columbian Exhibition. In: The Humming Bird. A quarterly Scientific, Artistic and Industrial Review. Band 3, Nr. 1, 1893, S. 16 (biodiversitylibrary.org [abgerufen am 25. Januar 2013]).
- Chicago Exhibition World's Fair notes. In: The Humming Bird. A quarterly Scientific, Artistic and Industrial Review. Band 3, Nr. 2, 1893, S. 17–29 (biodiversitylibrary.org [abgerufen am 25. Januar 2013]).
- Relicts at the fair. In: The Humming Bird. A quarterly Scientific, Artistic and Industrial Review. Band 3, Nr. 2, 1893, S. 29–30 (biodiversitylibrary.org [abgerufen am 25. Januar 2013]).
- Big Prizes for Live Stock. In: The Humming Bird. A quarterly Scientific, Artistic and Industrial Review. Band 3, Nr. 2, 1893, S. 30 (biodiversitylibrary.org [abgerufen am 25. Januar 2013]).
- World's Fair Souvenirs. In: The Humming Bird. A quarterly Scientific, Artistic and Industrial Review. Band 3, Nr. 2, 1893, S. 30–32 (biodiversitylibrary.org [abgerufen am 25. Januar 2013]).
- The Genera of Humming Birds. In: The Humming Bird. A quarterly Scientific, Artistic and Industrial Review. Band 3, Nr. 2, 1893, S. 32 (biodiversitylibrary.org [abgerufen am 25. Januar 2013]).
- Panama. In: The Humming Bird. A quarterly Scientific, Artistic and Industrial Review. Band 3, Nr. 3, 1893, S. 33–34 (biodiversitylibrary.org [abgerufen am 25. Januar 2013]).
- The Imperial Institute. In: The Humming Bird. A quarterly Scientific, Artistic and Industrial Review. Band 3, Nr. 3, 1893, S. 34–35 (biodiversitylibrary.org [abgerufen am 25. Januar 2013]).
- World's Columbian Exhibition. In: The Humming Bird. A quarterly Scientific, Artistic and Industrial Review. Band 3, Nr. 3, 1893, S. 36–39 (biodiversitylibrary.org [abgerufen am 25. Januar 2013]).
- Anvers International Exhibition. In: The Humming Bird. A quarterly Scientific, Artistic and Industrial Review. Band 3, Nr. 3, 1893, S. 39 (biodiversitylibrary.org [abgerufen am 25. Januar 2013]).
- Royal Institution. In: The Humming Bird. A quarterly Scientific, Artistic and Industrial Review. Band 3, Nr. 3, 1893, S. 39 (biodiversitylibrary.org [abgerufen am 25. Januar 2013]).
- Description of one new supposed new species of Cetonia from Syria. In: The Humming Bird. A quarterly Scientific, Artistic and Industrial Review. Band 3, Nr. 3, 1893, S. 40 (biodiversitylibrary.org [abgerufen am 25. Januar 2013]).
- Abundance of wasps. In: The Humming Bird. A quarterly Scientific, Artistic and Industrial Review. Band 3, Nr. 3, 1893, S. 48 (biodiversitylibrary.org [abgerufen am 25. Januar 2013]).
- Notice. In: The Humming Bird. A quarterly Scientific, Artistic and Industrial Review. Band 3, Nr. 4, 1893, S. 49 (biodiversitylibrary.org [abgerufen am 25. Januar 2013]).
- Notes on wasps. In: The Humming Bird. A quarterly Scientific, Artistic and Industrial Review. Band 3, Nr. 4, 1893, S. 49–51 (biodiversitylibrary.org [abgerufen am 25. Januar 2013]).
- Rectification of name for Semioptera Gouldi. In: The Humming Bird. A quarterly Scientific, Artistic and Industrial Review. Band 3, Nr. 4, 1893, S. 57 (biodiversitylibrary.org [abgerufen am 25. Januar 2013]).
- Alligators. In: The Humming Bird. A quarterly Scientific, Artistic and Industrial Review. Band 3, Nr. 4, 1893, S. 57–58 (biodiversitylibrary.org [abgerufen am 25. Januar 2013]).
- Handbook of the destructive insects of Victoria. In: The Humming Bird. A quarterly Scientific, Artistic and Industrial Review. Band 3, Nr. 4, 1893, S. 58–59 (biodiversitylibrary.org [abgerufen am 25. Januar 2013]).
- International Exhibition – The late World’s Fair. In: The Humming Bird. A quarterly Scientific, Artistic and Industrial Review. Band 3, Nr. 4, 1893, S. 60 (biodiversitylibrary.org [abgerufen am 25. Januar 2013]).
- International Exhibition of Lyon. In: The Humming Bird. A quarterly Scientific, Artistic and Industrial Review. Band 3, Nr. 4, 1893, S. 60–61 (biodiversitylibrary.org [abgerufen am 25. Januar 2013]).
- International Exhibition of Paris, 1900. In: The Humming Bird. A quarterly Scientific, Artistic and Industrial Review. Band 3, Nr. 4, 1893, S. 61 (biodiversitylibrary.org [abgerufen am 25. Januar 2013]).
- International Exhibition of Industry, Science, and Art, in Hobart Town (Tasmania). In: The Humming Bird. A quarterly Scientific, Artistic and Industrial Review. Band 3, Nr. 4, 1893, S. 62–65 (biodiversitylibrary.org [abgerufen am 25. Januar 2013]).
- International Exhibition in San Francisco (California). In: The Humming Bird. A quarterly Scientific, Artistic and Industrial Review. Band 3, Nr. 4, 1893, S. 65–72 (biodiversitylibrary.org [abgerufen am 25. Januar 2013]).
- Travels of a naturalist a record of adventures, discoveries, history and customs of Americans and Indians, habits and descriptions of animals, chiefly made in North America, California, Mexico, Central America, Columbia, Chili, etc., during the last forty-two years. Pardy & Son, Bournemouth 1893, S. 1–126 (biodiversitylibrary.org [abgerufen am 9. Januar 2013]).
- Genera of humming birds: being also a complete monograph of these birds. Pardy & Son, Bournemouth 1893, S. 55–107 (biodiversitylibrary.org [abgerufen am 9. Januar 2013]).

### Jahr 1894
- Wonderful Discovery in Colorado (Mexico). In: The Humming Bird. A quarterly Scientific, Artistic and Industrial Review. Band 4, Nr. 1, 1894, S. 1–2 (biodiversitylibrary.org [abgerufen am 25. Januar 2013]).
- Recent scientific and other publications with notes by the editor. In: The Humming Bird. A quarterly Scientific, Artistic and Industrial Review. Band 4, Nr. 1, 1894, S. 2–8 (biodiversitylibrary.org [abgerufen am 25. Januar 2013]).
- Recent scientific and other publications with notes by the editor. In: The Humming Bird. A quarterly Scientific, Artistic and Industrial Review. Band 4, Nr. 2, 1894, S. 9–30 (biodiversitylibrary.org [abgerufen am 25. Januar 2013]).
- Sociedade de Geographia de Lisboa. In: The Humming Bird. A quarterly Scientific, Artistic and Industrial Review. Band 4, Nr. 2, 1894, S. 30 (biodiversitylibrary.org [abgerufen am 25. Januar 2013]).
- The flying man. In: The Humming Bird. A quarterly Scientific, Artistic and Industrial Review. Band 4, Nr. 2, 1894, S. 31–32 (biodiversitylibrary.org [abgerufen am 25. Januar 2013]).
- The use of salt for agricultural purposes. In: The Humming Bird. A quarterly Scientific, Artistic and Industrial Review. Band 4, Nr. 4, 1894, S. 45–46 (biodiversitylibrary.org [abgerufen am 25. Januar 2013]).
- Genera of humming birds: being also a complete monograph of these birds. Pardy & Son, Bournemouth 1894, S. 108–206 (biodiversitylibrary.org [abgerufen am 9. Januar 2013]).
- Travels of a naturalist a record of adventures, discoveries, history and customs of Americans and Indians, habits and descriptions of animals, chiefly made in North America, California, Mexico, Central America, Columbia, Chili, etc., during the last forty-two years. Pardy & Son, Bournemouth 1894, S. 127–206 (biodiversitylibrary.org [abgerufen am 9. Januar 2013]).

### Jahr 1895
- Genera of humming birds: being also a complete monograph of these birds. Pardy & Son, Bournemouth 1895, S. 207–412 (biodiversitylibrary.org [abgerufen am 9. Januar 2013]).
- Important notice. In: The Humming Bird. A quarterly Scientific, Artistic and Industrial Review. Band 5, Nr. 1, 1895, S. 3 (biodiversitylibrary.org [abgerufen am 23. Februar 2013]).
- Boucard’s ornithological collection. In: The Humming Bird. A quarterly Scientific, Artistic and Industrial Review. Band 5, Nr. 1, 1895, S. 4 (biodiversitylibrary.org [abgerufen am 23. Februar 2013]).
- Description of a supposed new species of Plusiotis. In: The Humming Bird. A quarterly Scientific, Artistic and Industrial Review. Band 5, Nr. 1, 1895, S. 4–5 (biodiversitylibrary.org [abgerufen am 23. Februar 2013]).
- List of Humming Birds collected at Cali and Rio Dagua, Colombia by W. H. Rosenberg. In: The Humming Bird. A quarterly Scientific, Artistic and Industrial Review. Band 5, Nr. 1, 1895, S. 5–7 (biodiversitylibrary.org [abgerufen am 23. Februar 2013]).
- Protection of Birds. In: The Humming Bird. A quarterly Scientific, Artistic and Industrial Review. Band 5, Nr. 1, 1895, S. 8 (biodiversitylibrary.org [abgerufen am 23. Februar 2013]).
- Nicaragua and Panama Canals Prospects. In: The Humming Bird. A quarterly Scientific, Artistic and Industrial Review. Band 5, Nr. 1, 1895, S. 9–10 (biodiversitylibrary.org [abgerufen am 23. Februar 2013]).
- Obituary. In: The Humming Bird. A quarterly Scientific, Artistic and Industrial Review. Band 5, Nr. 1, 1895, S. 10–18 (biodiversitylibrary.org [abgerufen am 23. Februar 2013]).
- Genera of Birds wanted by Mr. A. Boucard. In: The Humming Bird. A quarterly Scientific, Artistic and Industrial Review. Band 5, Nr. 1, 1895, S. 19–24 (biodiversitylibrary.org [abgerufen am 23. Februar 2013]).
- List of Duplicate Bird Skins for Exchange. In: The Humming Bird. A quarterly Scientific, Artistic and Industrial Review. Band 5, Nr. 1, 1895, S. 25–30 (biodiversitylibrary.org [abgerufen am 23. Februar 2013]).

### Jahr 1901
- Catalogue de la collection de coquilles terrestres. Paul Bousrez, Tours 1901 (biodiversitylibrary.org [abgerufen am 25. Januar 2013]).
- Les oiseaux utiles et nuisibles. In: Ornis Buletin du Comité Ornithologique International. Band 11, 1901, S. 343–362 (zobodat.at [PDF; abgerufen am 18. September 2015]).
- Wholesale and retail Price List of stamps, sets, packets, albums etc. In: Kataloge von philatelistischen Formen. Band 13. Knapp Drewett & Sons, London 1901.

### Sclater, Salvin & Angas über Boucards Sammlungen
- Philip Lutley Sclater: Catalogue of the Birds collected by M. Auguste Sallé in Southern Mexico, with descriptions of new species. In: Proceedings of the Zoological Society of London. Band 24, 1856, S. 283–311 (biodiversitylibrary.org [abgerufen am 29. Januar 2013]).
- Philip Lutley Sclater: List of additional species of Mexican Birds, obtained by M. Auguste Sallé from the environs of Jalapa and S. Andres Tuxtla. In: Proceedings of the Zoological Society of London. Band 25, 1857, S. 201–206 (biodiversitylibrary.org [abgerufen am 29. Januar 2013]).
- Philip Lutley Sclater: On a collection of birds received by M. Sallé from Southern Mexico. In: Proceedings of the Zoological Society of London. Band 25, 1857, S. 226–230 (biodiversitylibrary.org [abgerufen am 29. Januar 2013]).
- Philip Lutley Sclater: On a collection of birds received by M. Sallé from Oaxaca Southern Mexico. In: Proceedings of the Zoological Society of London. Band 26, 1858, S. 294–305 (biodiversitylibrary.org [abgerufen am 29. Januar 2013]).
- Philip Lutley Sclater: List of birds collected by M.A. Boucard in the state of Oaxaca in south-western Mexico, with descriptions of new species. In: Proceedings of the Zoological Society of London. Band 27, 1859, S. 369–393 (biodiversitylibrary.org – 1860).
- Philip Lutley Sclater: Notes on a collection of birds from the vicinity of Orizaba and Neighbouring Parts of Southern Mexico. In: Proceedings of the Zoological Society of London. Band 28, 1860, S. 250–254 (biodiversitylibrary.org [abgerufen am 29. Januar 2013]).
- Philip Lutley Sclater: On some birds recently collected by M. Boucard in Southern Mexico. In: Proceedings of the Scientific Meeting of the Zoological Society of London. 1862, S. 18–20 (biodiversitylibrary.org [abgerufen am 29. Januar 2013]).
- Philip Lutley Sclater: Exhibition of, and Remarks upon, a collection of birdskins formed by the Society's Corresponding member M. Adolphe Boucard, in vicinity of Vera Cruz Mexico. In: Proceedings of the Scientific Meeting of the Zoological Society of London. 1865, S. 397 (biodiversitylibrary.org [abgerufen am 29. Januar 2013]).
- Philip Lutley Sclater: Exhibition of Mexican Birds and Characters of a new species of Zonotrichia. In: Proceedings of the Scientific Meeting of the Zoological Society of London. 1867, S. 1–2 (biodiversitylibrary.org [abgerufen am 29. Januar 2013]).
- Philip Lutley Sclater, Osbert Salvin: On some recent Additions to the Avifauna of Mexico. In: Proceedings of the Scientific Meeting of the Zoological Society of London. 1870, S. 550–551 (biodiversitylibrary.org [abgerufen am 29. Januar 2013]).
- George French Angas: Descriptions of seven new Species of Land-Shells recently collected in Costa Rica by Mr. Adolphe Boucard. In: Proceedings of the Scientific Meeting of the Zoological Society of London. 1878, S. 72–74 (biodiversitylibrary.org [abgerufen am 29. Januar 2013]).